# LEN Euro Cup 2024-2025
La LEN Euro Cup 2024-2025 è stata la 33ª edizione del secondo torneo europeo di pallanuoto per squadre di club.
La competizione è iniziata il 26 settembre 2024 e si è conclusa il 14 maggio 2025. La detentrice era lo Jug Dubrovnik.

## 1º Turno di qualificazione

### Gironi
| Gruppo A            |
| Šabac               |
| Strasburgo          |
| CS DINAMO BUCURESTI |
| OSC BUDAPEST        |
| OSC POTSDAM         |

| Gruppo B                 |
| AN Brescia               |
| Honved                   |
| VK VALIS VEGA            |
| BUDVA BUDVANSKA RIVIJERA |
| VK BANJA LUKA            |

| Gruppo C           |
| Barcellona         |
| Vouliagmeni        |
| VK SOLARIS SIBENIK |
| Quinto             |

| Gruppo D           |
| Mladost            |
| GS Apollōn Smyrnīs |
| ENKA SC            |
| CN SANT ANDREU     |
| VA CATTARO KOTOR   |

| Gruppo E            |
| Szolnok             |
| Paniōnios           |
| SPANDAU 04 BERLIN   |
| CN TENERIFE ECHEYDE |

| Gruppo F            |
| Jug Dubrovnik       |
| Panathinaikos       |
| De Akker Bologna    |
| PAYS D'AIX NATATION |
| SV LUDWIGSBURG 08   |

| Gruppo G          |
| Ortigia           |
| Duisburg          |
| AC PAOK           |
| AVK TRIGLAV KRANJ |

| Gruppo H       |
| Manna ABC      |
| Pro Recco      |
| VK PRIMORJE EB |
| CN TERRASSA    |

### Gruppo A
Qualificate:
- Šabac come prima.
- Strasburgo come seconda.

### Gruppo B
Qualificate:
- AN Brescia come prima.
- Honved  come seconda.

### Gruppo C
Qualificate:
- Barcellona come prima.
- Vouliagmeni come seconda.

### Gruppo D
Qualificate:
- Mladost come prima.
- GS Apollōn Smyrnīs come seconda.

### Gruppo E
Qualificate:
- Szolnok come prima.
- Paniōnios come seconda.

### Gruppo F
Qualificate:
- Jug Dubrovnik come prima.
- Panathinaikos come seconda.

### Gruppo G
Qualificate:
- Ortigia come prima.
- Duisburg come seconda.

### Gruppo H
Qualificate:
- Manna ABC come prima.
- Pro Recco come seconda.

## 2º Turno di qualificazione

### Gironi
| Gruppo A           |
| AN Brescia         |
| Jug Dubrovnik      |
| GS Apollōn Smyrnīs |
| Strasburgo         |

| Gruppo B    |
| Manna ABC   |
| Ortigia     |
| Vouliagmeni |
| Paniōnios   |

| Gruppo C  |
| Pro Recco |
| Mladost   |
| Szolnok   |
| Duisburg  |

| Gruppo D      |
| Barcellona    |
| Šabac         |
| Panathinaikos |
| Honved        |

### Gruppo A
Qualificate:
- AN Brescia come prima.
- Jug Dubrovnik come seconda.

### Gruppo B
Qualificate:
- Manna ABC come prima.
- Ortigia come seconda.

### Gruppo C
Qualificate:
- Pro Recco come prima.
- Mladost come seconda.

### Gruppo D
Qualificate:
- Barcellona come prima.
- Šabac come seconda.

## Ottavi di Finale
In questo turno si sono affrontate 16 squadre (le 8 squadre provenienti dal secondo turno di qualificazione e le 8 retrocesse dalla LEN Champions League), in otto sfide ad eliminazione diretta ad andata e ritorno. Le gare di andata si sono disputate il 25 gennaio, quelle di ritorno il 6 febbraio.
| Squadra 1     | Totale | Squadra 2       | Andata | Ritorno |
| ------------- | ------ | --------------- | ------ | ------- |
| Jug Dubrovnik | 22-29  | SPD Radnički    | 9-15   | 13-14   |
| Sabac         | 12-18  | Herceg Novi     | 8-13   | 4-5     |
| Mladost       | 31-22  | Steaua Bucarest | 18-11  | 13-11   |
| Ortigia       | 17-26  | Sabadell        | 10-13  | 7-13    |
| Barcellona    | 21-25  | Vasas           | 11-10  | 10-15   |
| Hannover      | 23-26  | AN Brescia      | 12-15  | 11-11   |
| Pro Recco     | 34-10  | Dinamo Tiblisi  | 17-5   | 17-5    |
| Manna         | 32-33  | Primorac Krotor | 16-16  | 16-17   |

## Quarti di finale
Le 8 squadre si sono affrontate in quattro sfide ad eliminazione diretta ad andata e ritorno. Le gare di andata si sono disputate il 27 febbraio, quelle di ritorno il 20 marzo.
| Squadra 1  | Totale | Squadra 2      | Andata | Ritorno |
| ---------- | ------ | -------------- | ------ | ------- |
| AN Brescia | 19-23  | SPD Radnički   | 9-9    | 10-14   |
| Sabadell   | 26-23  | Primorac Kotor | 17-9   | 9-14    |
| Mladost    | 18-17  | Herceg Novi    | 12-8   | 6-9     |
| Vasas      | 16-25  | Pro Recco      | 9-11   | 7-14    |

## Semifinali
Le 4 squadre semifinaliste si sono affrontate in due sfide ad eliminazione diretta ad andata e ritorno. Le gare di andata si sono disputate il 3 aprile, quelle di ritorno il 24 aprile.
| Squadra 1 | Totale | Squadra 2 | Andata | Ritorno |
| --------- | ------ | --------- | ------ | ------- |
| Mladost   | 21-25  | Radnik    | 13-10  | 8-15    |
| Pro Recco | 26-16  | Sabadell  | 16-6   | 10-10   |

## Finale
| Kragujevac 10 maggio 2025, ore 17:30 Andata | Radnički | 12 – 16 (4-2; 2-5; 2-3; 4-6) | Pro Recco |  |

| Sori 24 maggio 2025, ore 20:00 Ritorno | Pro Recco | 12 – 9 (3-2; 4-1; 2-3; 3-3) | Radnički |  |